# Spielothek-Cup 2020
Der Spielothek-Cup 2020 war die 31. Austragung des Handballwettbewerbs und wurde am 18. und 19. September 2020 im ostwestfälischen Lübbecke in Nordrhein-Westfalen ausgetragen.
Der SC DHfK Leipzig setzte sich im Finale mit 28:26 (15:11) Toren gegen GWD Minden durch und gewann das Turnier bei seiner insgesamt zweiten Teilnahme zum ersten Mal. Den dritten Platz sicherte sich der Bergische HC mit 30:28 (26:26; 13:11) nach Siebenmeterwerfen gegen den TuS N-Lübbecke. Torschützenkönig wurde wie im Vorjahr Mindens Christoffer Rambo mit 13 Toren.
Aufgrund der COVID-19-Pandemie waren keine Zuschauer zugelassen.

## Modus
Es wurde mit vier Mannschaften im K.-o.-System mit zwei Halbfinalspielen, dem Spiel um Platz drei sowie dem Finale gespielt. Die Spielzeit betrug 2 × 30 Minuten. Bei unentschiedenem Ausgang nach Ablauf der regulären Spielzeit sollte es eine Verlängerung von 2 × 5 Minuten geben. Bei Unentschieden nach Ablauf der Verlängerung ein Siebenmeterwerfen. Beim Spiel um den dritten Platz zwischen dem Bergischen HC und dem TuS N-Lübbecke einigten sich beide Mannschaften jedoch darauf keine Verlängerung zu spielen und den Sieger direkt per Siebenmeterwerfen zu ermitteln.

## Spiele

### Halbfinale
| 18. September 2020 17:00 Uhr | GWD Minden                                     | 29:28   | Bergischer HC                                   | Merkur Arena, Lübbecke Zuschauer: 0 |
| 18. September 2020 17:00 Uhr | meiste Tore: Knorr, Meister, Rambo (je 6 Tore) | (14:11) | meiste Tore: Gunnarsson, Majdziński (je 5 Tore) | Merkur Arena, Lübbecke Zuschauer: 0 |
| 18. September 2020 17:00 Uhr |                                                |         |                                                 | Merkur Arena, Lübbecke Zuschauer: 0 |

| 18. September 2020 19:00 Uhr | TuS N-Lübbecke              | 24:25  | SC DHfK Leipzig                  | Merkur Arena, Lübbecke Zuschauer: 0 |
| 18. September 2020 19:00 Uhr | meiste Tore: Ebner (8 Tore) | (9:15) | meiste Tore: Krzikalla (10 Tore) | Merkur Arena, Lübbecke Zuschauer: 0 |
| 18. September 2020 19:00 Uhr |                             |        |                                  | Merkur Arena, Lübbecke Zuschauer: 0 |

### Spiel um Platz 3
| 19. September 2020 17:00 Uhr | TuS N-Lübbecke               | 28:30 n. S.      | Bergischer HC                 | Merkur Arena, Lübbecke Zuschauer: 0 |
| 19. September 2020 17:00 Uhr | meiste Tore: Spohn (10 Tore) | (11:13), (26:26) | meiste Tore: Schmidt (8 Tore) | Merkur Arena, Lübbecke Zuschauer: 0 |
| 19. September 2020 17:00 Uhr |                              |                  |                               | Merkur Arena, Lübbecke Zuschauer: 0 |

### Finale
| GWD Minden | GWD Minden | SC DHfK Leipzig | SC DHfK Leipzig |
| | Finale 19. September 2020, 19:00 Uhr in Lübbecke (Merkur Arena) Ergebnis: 26:28 (12:15) Zuschauer: 0 |                 |                 |
| Carsten Lichtlein, Lucas Grabitz – Lucas Meister (3), Tim Brand, Joscha Ritterbach (5), Justus Richtzenhain, Christoffer Rambo (7/2), Mats Korte (1/1), Joshua Thiele (2), Simon Strakeljahn, Juri Knorr (4), Miljan Pušica, Doruk Pehlivan, Max Staar, Kevin Gulliksen (4) Trainer: Frank Carstens ( Deutschland) | Kristian Sæverås, Joel Birlehm – Patrick Wiesmach (6/3), Lukas Krzikalla, Julius Meyer-Siebert, Lukas Binder (5), Niclas Pieczkowski (7), Bastian Roscheck, Philipp Weber (4), Marko Mamić, Gregor Remke (3), Maciej Gębala (3), Nicolas Neumann, Alen Milosevic, Marc Esche, Philipp Müller Trainer: André Haber ( Deutschland) |                 |                 |

## Statistiken

### Torschützenliste
| Pl. | Spieler              | Verein          | Tore | FT | 7m | T/S |
| --- | -------------------- | --------------- | ---- | -- | -- | --- |
| 1   | Christoffer Rambo    | GWD Minden      | 13   | 11 | 2  | 6,5 |
| 2   | Valentin Spohn       | TuS N-Lübbecke  | 12   | 11 | 1  | 6   |
| 3   | Dominik Ebner        | TuS N-Lübbecke  | 11   | 11 | 0  | 5,5 |
|     | David Schmidt        | Bergischer HC   | 11   | 11 | 0  | 5,5 |
| 5   | Juri Knorr           | GWD Minden      | 10   | 10 | 0  | 5   |
|     | Lukas Krzikalla      | SC DHfK Leipzig | 10   | 5  | 5  | 5   |
|     | Arnór Þór Gunnarsson | Bergischer HC   | 10   | 4  | 6  | 5   |
| 8   | Lucas Meister        | GWD Minden      | 9    | 9  | 0  | 4,5 |
| 9   | Niclas Pieczkowski   | SC DHfK Leipzig | 8    | 8  | 0  | 4   |
|     | Philipp Weber        | SC DHfK Leipzig | 8    | 8  | 0  | 4   |

FT – Feldtore, 7m – Siebenmeter-Tore, T/S – Tore pro Spiel

## Aufgebote
| SC DHfK Leipzig | GWD Minden | Bergischer HC |
| Kristian Sæverås Joel Birlehm Patrick Wiesmach Lukas Krzikalla Julius Meyer-Siebert Lukas Binder Niclas Pieczkowski Bastian Roscheck Philipp Weber Marko Mamić Gregor Remke Maciej Gębala Nicolas Neumann Alen Milosevic Marc Esche Philipp Müller | Carsten Lichtlein Lucas Grabitz Lucas Meister Tim Brand Joscha Ritterbach Justus Richtzenhain Christoffer Rambo Mats Korte Joshua Thiele Aljaksandr Padschywalau Simon Strakeljahn Juri Knorr Miljan Pušica Doruk Pehlivan Max Staar Kevin Gulliksen | Tomáš Mrkva Joonas Klama Max Darj Alexander Weck Arnór Þór Gunnarsson Maciej Majdziński Daniel Fontaine Yannick Fraatz Tomáš Babák Sebastian Damm Fabian Gutbrod Linus Arnesson Ragnar Jóhannsson Tom Bergner Tom Kåre Nikolaisen Jeffrey Boomhouwer Lukas Stutzke David Schmidt |
| André Haber (Trainer) | Frank Carstens (Trainer) | Sebastian Hinze (Trainer) |

### 4.Platz:TuS N-Lübbecke
| - Aljoša Rezar - Johannes Jepsen - Roman Bečvář - Lutz Heiny | - Dominik Ebner - Benas Petreikis - Marko Bagarić - Peter Strosack | - Marvin Mundus - Yannick Dräger - Filip Březina - Valentin Spohn | - Marek Nissen - Jan-Eric Speckmann - Leoš Petrovský - Tom Skroblien |

Trainer: Emir Kurtagic